# Parque nacional Isla Bribie
Isla Bribie es un parque nacional en Queensland (Australia), ubicado en la isla Bribie, a 68 km al norte de Brisbane. El parque abarca aproximadamente un tercio de la isla de Bribie. Los humedales mareales y las zonas de agua que rodean las islas están protegidos dentro del parque marino de la Bahía de Moreton.
Los visitantes acuden al parque para pescar con caña, navegar y disfrutar de las vistas de las cercanas montañas Glass House. 

## Datos
- Área: 49 km²
- Coordenadas: 26°52′02″S 153°07′36″E / -26.86722, 153.12667
- Fecha de Creación: 1994
- Administración: Servicio para la Vida Salvaje de Queensland
- Categoría IUCN: II

Véase también:
- Zonas protegidas de Queensland